# باشگاه ورزشی ایبیزا
باشگاه ورزشی ایبیزا (انگلیسی: UD Ibiza) یک باشگاه فوتبال مستقر در ایبیزا، جزایر بالئاری، اسپانیا است که در حال حاضر در پریمرا فدراسیون، سومین سطح لیگ فوتبال در این کشور به فعالیت می‌پردازد.

## ورزشگاه خانگی
این باشگاه، بازی‌های خانگی خود را در ورزشگاه کان میسس که ۶۰۰۰ نفر ظرفیت دارد برگزار می‌کند.